# Snättringe
Snättringe är ett villaområde och sedan 2018 en egen kommundel i Huddinge kommun, Stockholms län vars bebyggelse ingår i tätorten Stockholms tätort. Snättringe (eller Snättinge) var ursprungligen ett torp under Fullersta gård och efter 1873 en egenständig gård. Ytan är 4,1 kvadratkilometer och antal invånare är 8 902 (2019).
Tidigare var Snättringe ett delområde inom dåvarande kommundelen Stuvsta-Snättringe. 

## Namnet
I äldre handlingar stavas namnet utan "r": Snettingen eller Snättingen (1628). På Häradsekonomiska kartan från 1900 skrivs Snättinge. Enligt en teori kan namnet ursprungligen ha avsett Långsjön, där snat med betydelse "den tillspetsade änden av ett rep" skulle kunna syfta på Långsjöns smala form och spetsiga ändar, alltså Snättingen.

## Snättringe gård och Matineholm
Snättringe var ett torp under Fullersta gård. I jordeboken från 1740 anges Snettinge som frälse under Fullersta. På 1820-talet bosatte sig prosten Johan Fredrik Gleisman med familj på gården. Han lät uppföra ytterligare ett torp som han kallade Marieberg (senare Matineholm), beläget nere vid Långsjöns strand. Konstnären och professorn Per Krafft den yngre var en tid även jordbrukare och åren 1823-1828 var han ägare till Rikstens gård i Tullinge i Botkyrka socken och därefter var han under åren 1830-1850 ägare till Snättringe gård. År 1854 avsöndrades Snättringe från Fullersta och blev friköpt 1873 av Hugo Stegeman. Till fastigheten hörde en areal om 47,3 hektar. Samtidigt uppfördes nuvarande manbyggnad (dagens adress Snäckvägen 9). I början av 1970-talet restaurerades Snättringe gård och fick då i det närmaste tillbaka sitt ursprungliga utseende.
Marieberg avstyckades 1873 från Snättringe gård och förvärvades grosshandlaren August Pettersson. Han lät uppföra det första större huset på fastigheten samtidigt som den döps om till Matineholm. Den nuvarande, vitputsade huvudbyggnaden uppfördes 1888 då Matineholm hade återgått till släkten Stegeman. År 1911 tillbringade August Strindberg sin sista sommar här (dagens adress Allévägen 36).

## Bostadsområdet Snättringe

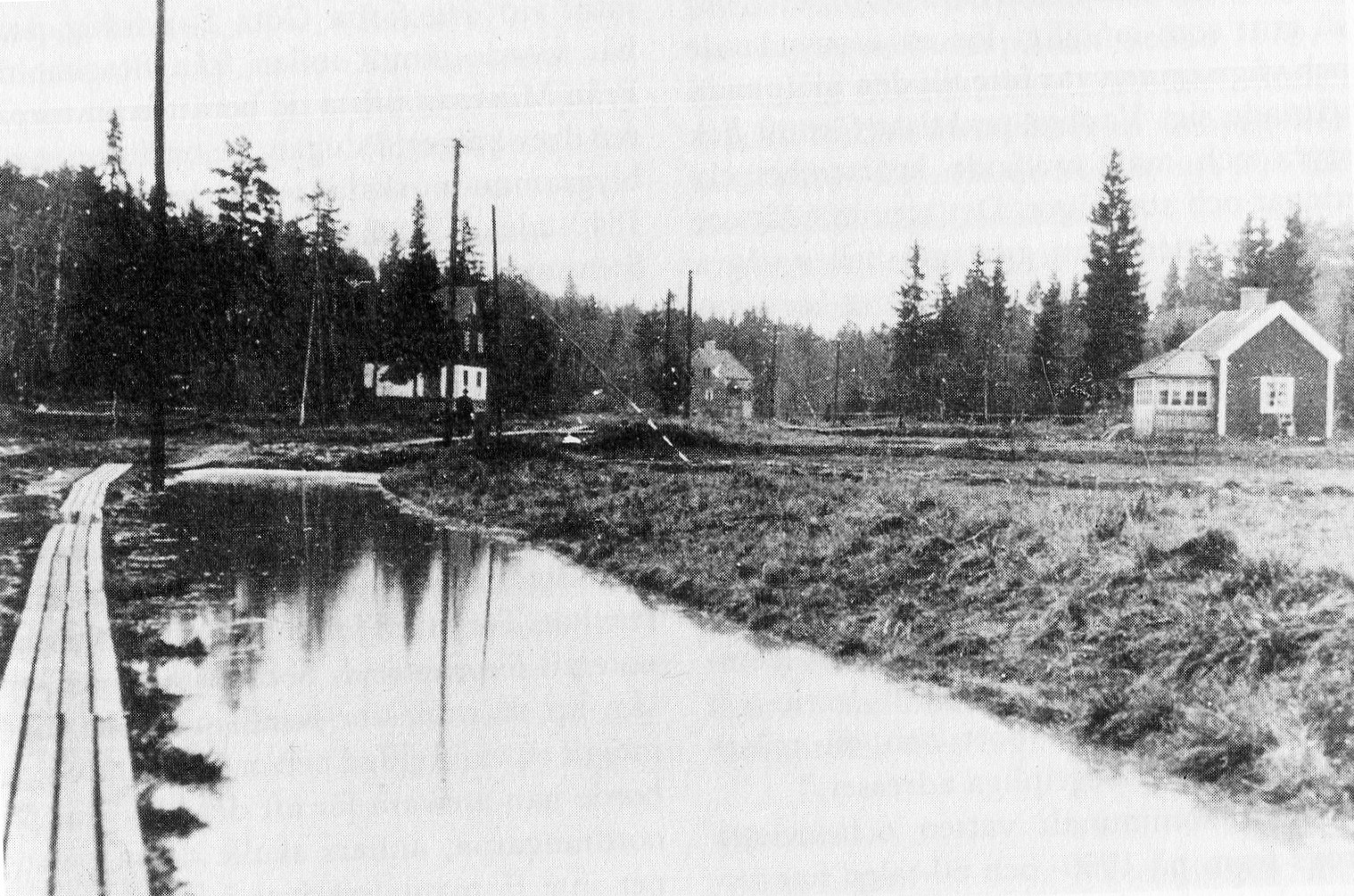
Trakten vid nuvarande Häradsvägen / Stenhuggarvägen omkring 1924.

Genom området leder Häradsvägen som anlades i mitten av 1920-talet och var ett nödhjälpsarbete. Innan dess var gamla Göta landsväg den enda vägförbindelsen som passerar trakten i syd och sydost. Till gården fanns en avtagsväg och en allé från landsvägen (dagens Allévägen påminner om den).  
Snättringe exploaterades för villabebyggelse i början av 1900-talet genom Snättringe Tomt AB. Lantmätaren Nils Åhlin upprättade en första styckningskarta med 142 tomter, men försäljningen gick trögt eftersom området hade dåliga kommunikationer. Dessutom bestod trakten mellan Snättringe och Stuvsta av sankmark och stod under vatten vissa tider om året. Man var tvungen att lägga ut plankor för att komma fram torrskodd. Ett fotografi från omkring 1924 illustrerar hur det kunde se ut vid nuvarande korsningen Häradsvägen / Stenhuggarvägen.
Efter 1925 upprättades även avstyckningsplaner för den delen som ingick i Huddinge Egnahem. För bebyggelsen inrättades 2 november 1928 ett municipalsamhälle i Huddinge landskommun. Detta uppgick 1947 i Huddinge municipalsamhälle som sedan 1953 upplöstes. På 1950- och 60-talen anslöts Snättringe till kommunalt vatten och avlopp.
Bebyggelsen består idag huvudsakligen av småhus söder om Långsjön och väster om Stuvsta samt öster om Segeltorp. I Snättringe finns Snättringeskolan som har klasser från årskurs 1 till 6 samt sexårsverksamhet. I Snättringeskolan går ca 500 elever. En orienteringsklubb vid namnet Snättringe SK har sin klubbstuga vid Källbrinks IP.

### Kvarteret Assessorn
Längs Tranvägen i kvarteret Assessorn finns några radhuslängor i rött tegel från 1960-talets början. Deras 36 enheter utgör ett bra exempel på god utformad boendemiljö från folkhemsarkitekturens period. Arkitekt var Esmail Kuhang och entreprenör Stockholms Bygg–Service. Enligt kommunen utgör kvarteret Assessorn en särskilt värdefull kulturmiljö. Bedömning: Miljön som helhet är ett av Huddinges bästa exempel på grupphusbebyggelse från tidigt 1960-tal med mycket hög arkitektonisk kvalitet. Området har som helhet ett högt kulturhistoriskt värde.

## Historiska kartor

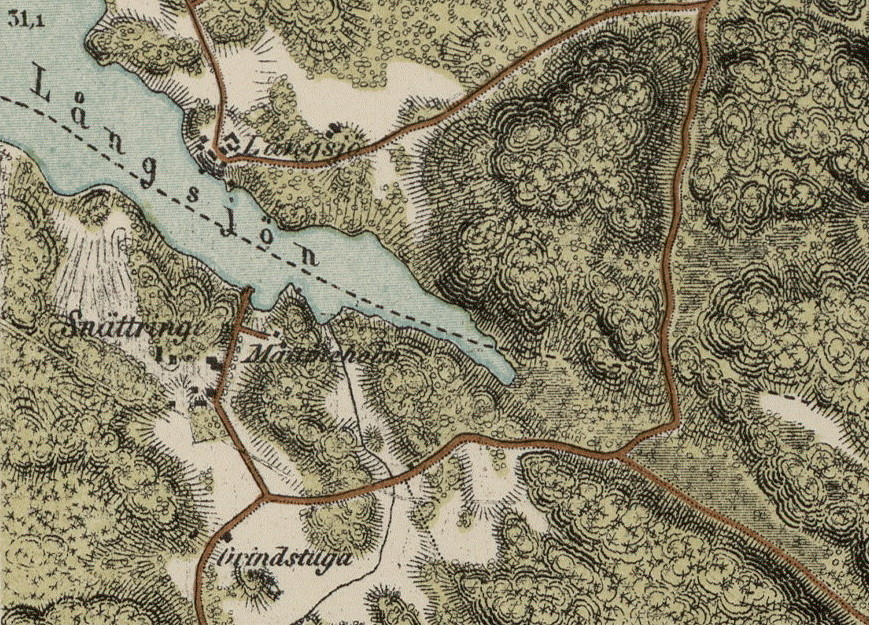
Torpet Snättringe på 1860-talet
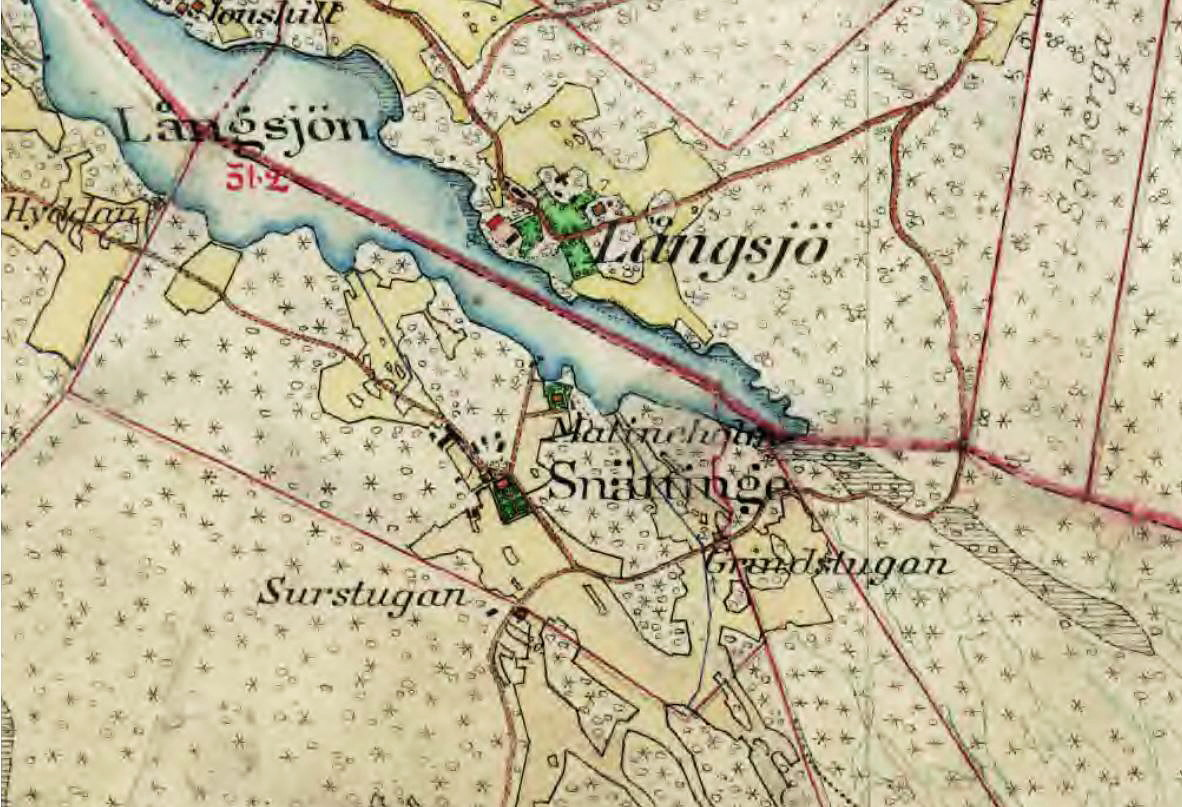
"Snättinge" och gården omkring 1900
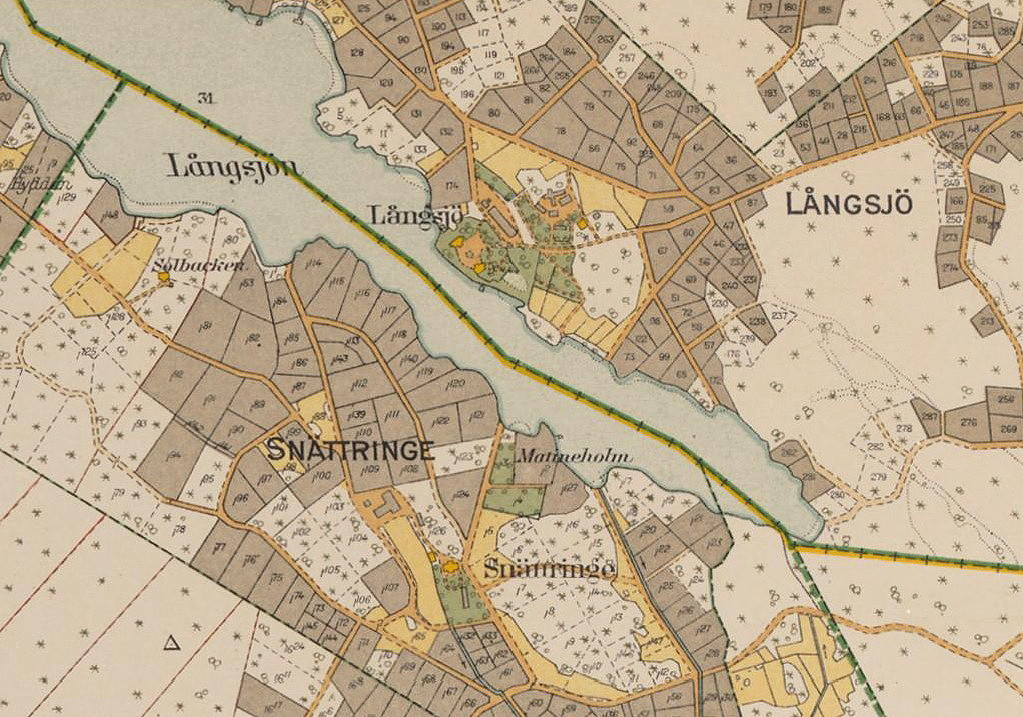
Snättringe på 1930-talet

## Nutida bilder

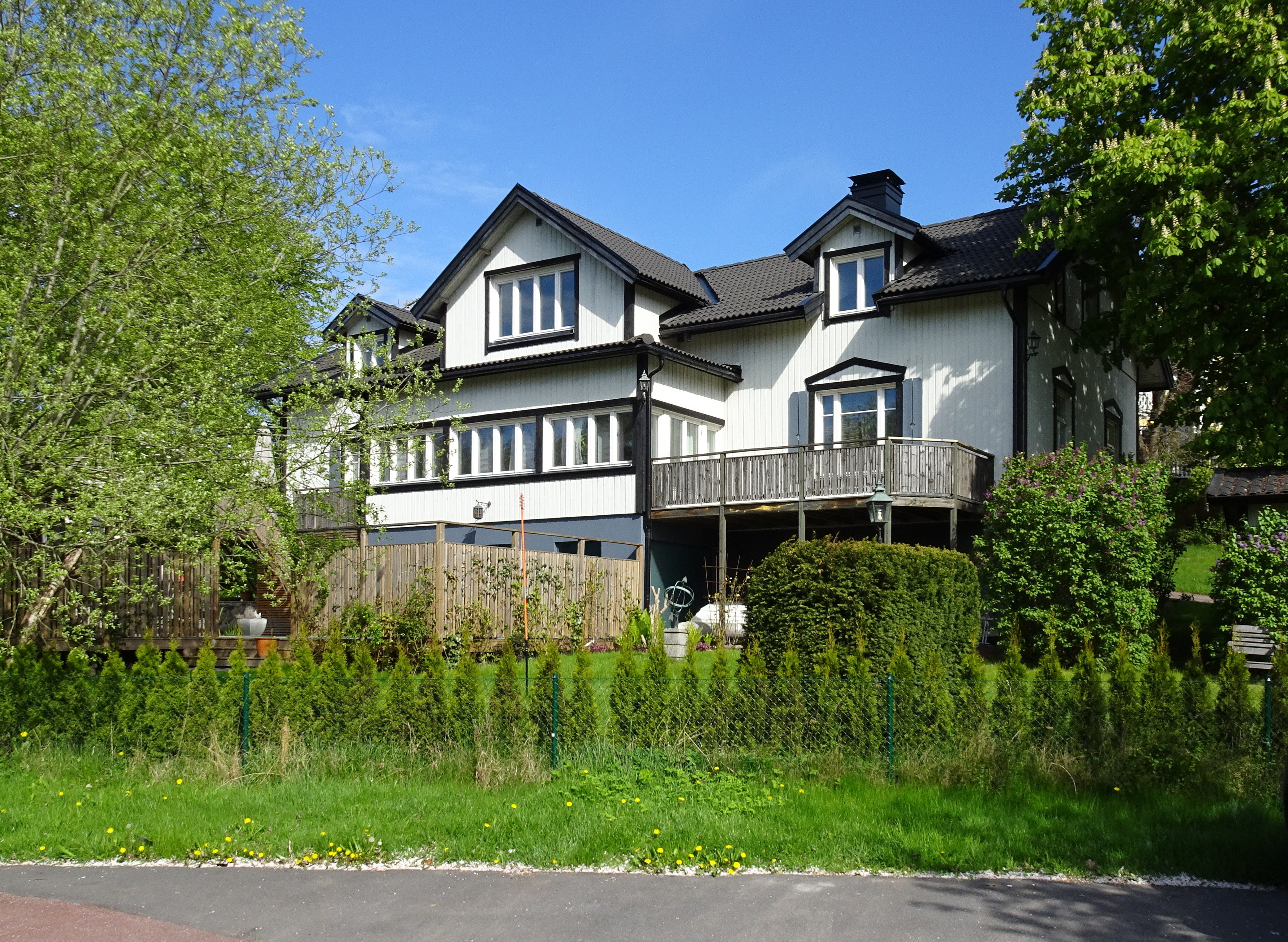
Snättringe gård
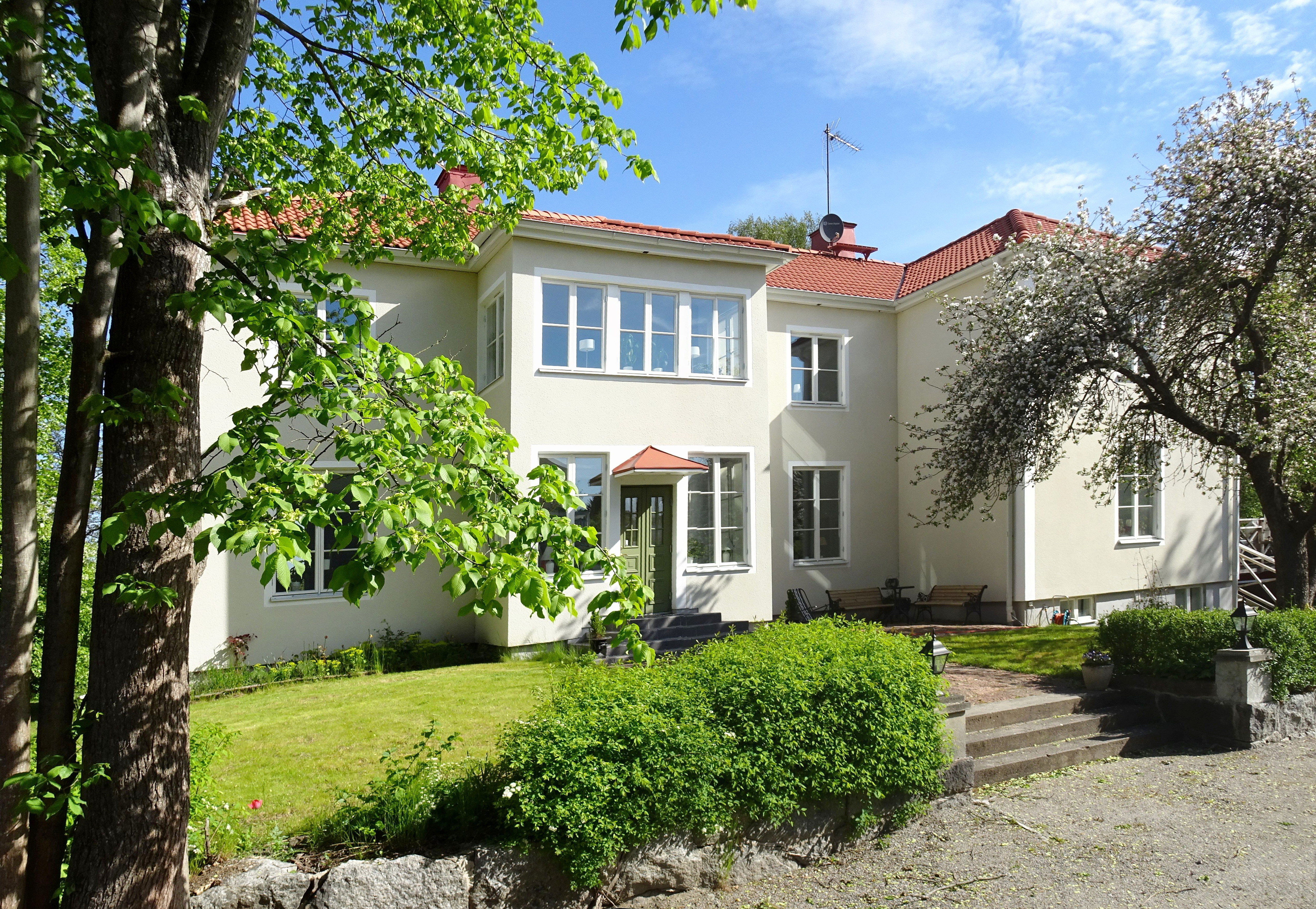
Matineholm
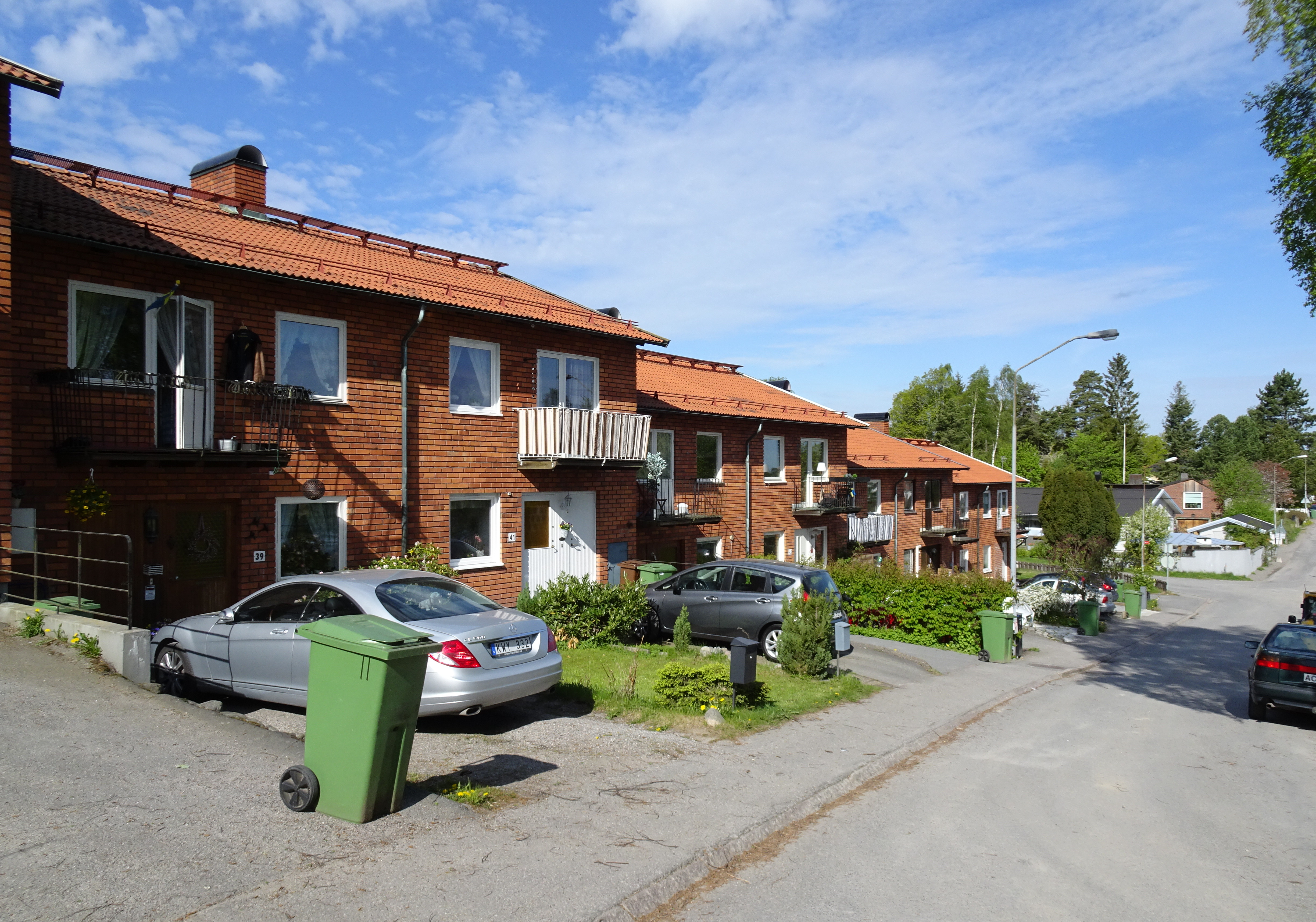
Radhus i kvarteret Assessorn vid Tranvägen
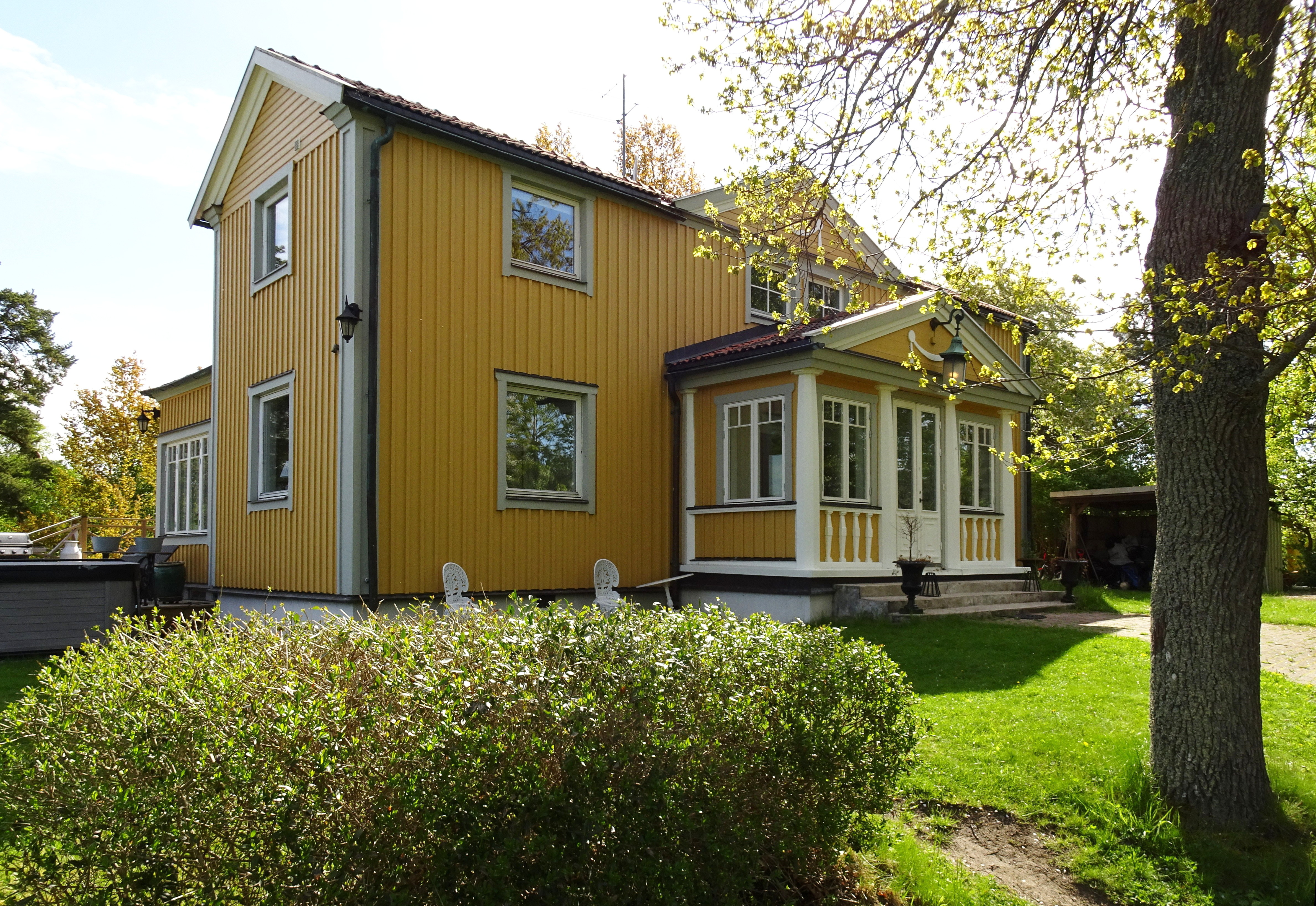
Äldre villa vid Långsjön
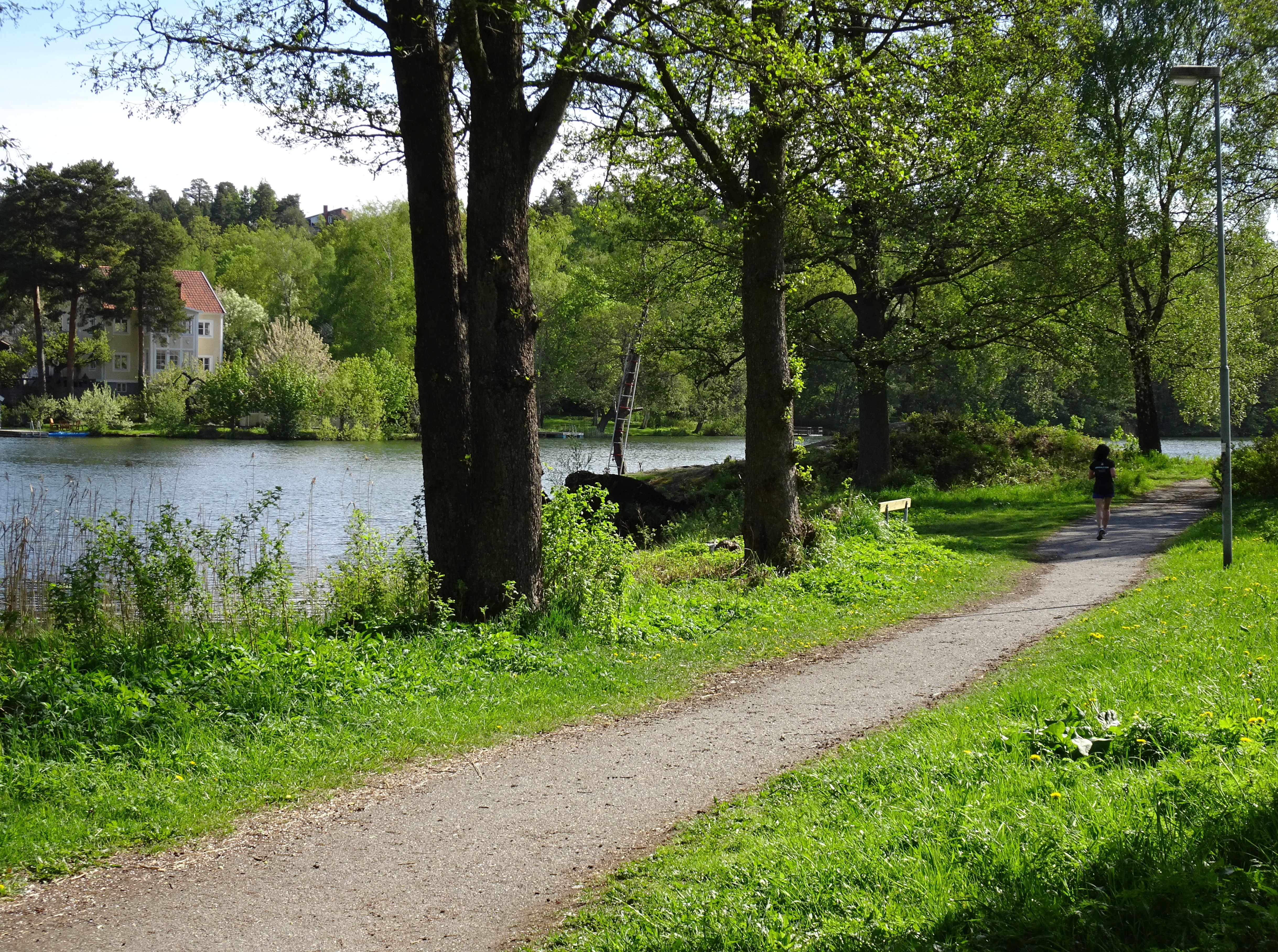
Promenadväg vid Långsjön